# The Last Farewell

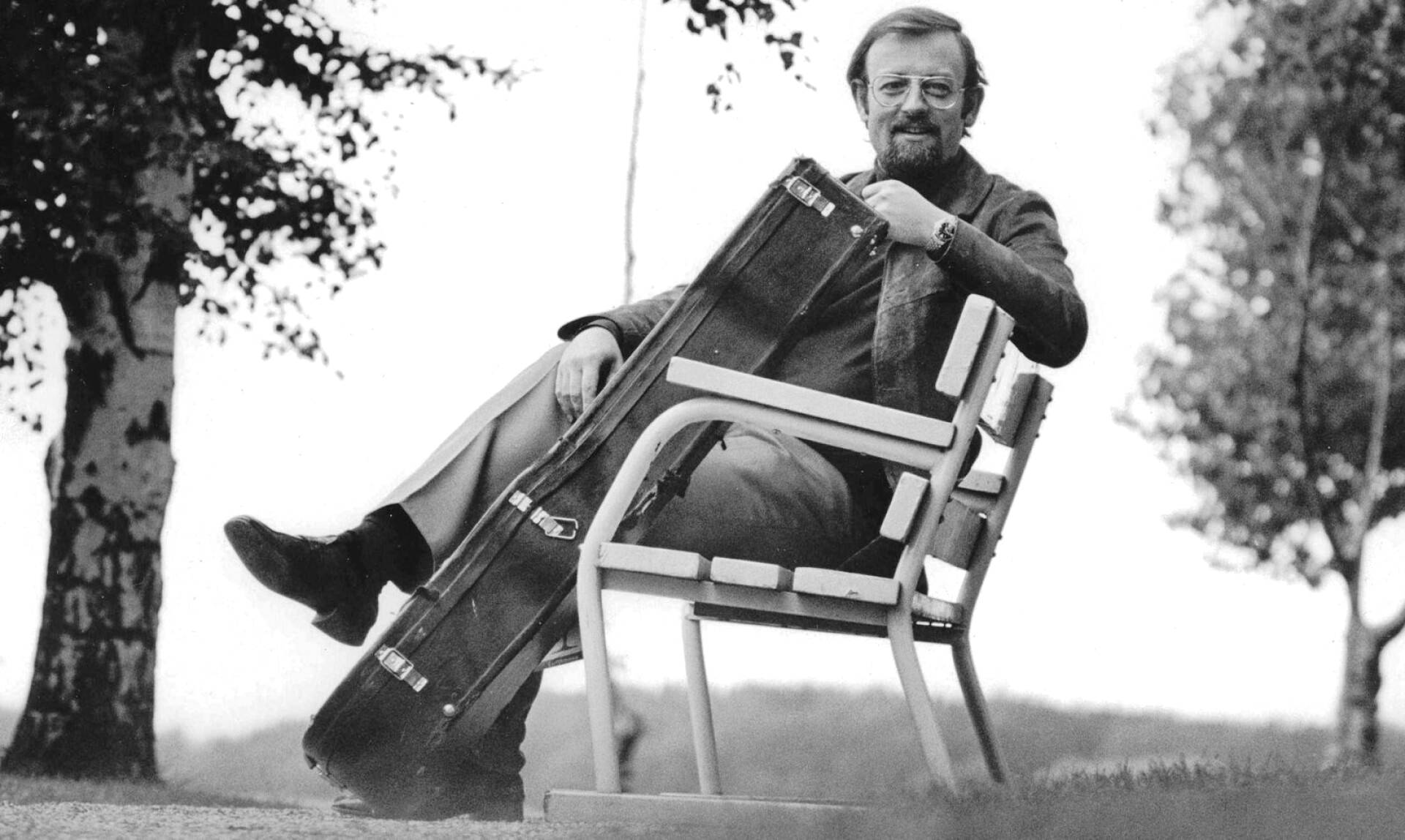
Roger Whittaker im Erscheinungsjahr 1971

The Last Farewell ist ein Song des britischen Folksängers Roger Whittaker aus dem Jahr 1971. Er erzählt von einem Seemann, der aus tropischen Gefilden ins verregnete England zurückkehren soll und daher wehmütig Abschied von seiner Geliebten nimmt. In der zweiten und dritten Strophe deutet sich unter anschwellendem Trommelwirbel und Hörnerklängen die Verwicklung in einen Seekrieg an, dessen Todesgefahren ihm aber weniger Sorgen bereiten als die Trennung von seiner Freundin.

## Entstehung
Der Text stammt von Ron A. Webster, einem Silberschmied aus Birmingham. Whittaker hatte im Rahmen einer von ihm moderierten Radiosendung das Publikum um die Einsendung selbstverfasster Gedichte gebeten, worauf er von den über eine Million Texten ein halbes Jahr lange jede Woche eines vertonte und spielte. The Last Farewell veröffentlichte er überdies in seinem 1971er-Album New World in the Morning (A Special Kind of Man in den USA und Kanada). Es ist eine der fünfzig Allzeit-Singles, von denen weltweit mindestens 10 Millionen Exemplare verkauft wurden.
Den großen Durchbruch erlebte der Song, nachdem die Frau des Programmdirektors eines Radiosenders aus Atlanta ihn 1975 in Kanada im Radio gehört hatte und nach Rückkehr in die USA ihren Mann gebeten hatte, ihn auf der Station zu spielen. Das Lied fand so großen Anklang, dass es bald darauf Spitzenplätze in den US-amerikanischen und später auch den britischen Charts erreichte. Im selben Jahr sang und spielte Whittaker eine deutsche (Du warst mein schönster Traum, Text von Michael Kunze) sowie eine französische Version (le dernier adieu, Text von Pierre Cour) des Liedes ein. The Last Farewell ging auch in elf anderen Ländern auf Platz 1, verkaufte sich weltweit schätzungsweise 11 Millionen Mal und ist damit Whittakers bekanntestes Lied.
Whittaker sagt, dass ein Großteil der Anziehungskraft von The Last Farewell von der klassisch klingenden Natur des eröffnenden Waldhornsolos herrühre. Dieses Arrangement wurde von Zack Lawrence für die Erstausstrahlung des Songs in Whittakers Radioprogramm erstellt.

## Coverversionen
Das Lied wurde seitdem von vielen Künstlern gecovert:
Englisch
1972: Tommy Overstreet; 1975: Floyd Cramer, Top of the Pops, Ray Conniff, Clint Curtiss, Stein; 1976: Elvis Presley, Torry Enghs; 1977: Jackie Edwards, John Holt, Bert Nestorsson, Tony Goodacre, James Pegler; 1978: Ship’s Company and Royal Marine Band of H.M.S. Ark Royal (kurz vor Außerdienststellung des Flugzeugträgers), Clem Tholet, Dancemän, The Links, The Eddy Starr Orchestra and Singers; 1979: Roy Drusky, Eddy Smets; 1980: Slim Whitman, Treharris Male Choir, Bernie and Red; 1981: George Hamilton IV; 1982: Black On White; 1985: Ralph McTell, Glenn Yarbrough; 1986: Chet Atkins; 1988: Howard Keel; 2000: Tom Green, Stig Rossen, Max Bygraves; 2005: Lee Towers; 2006: The Hit Co.; 2009: Chris Foster; 2014: Magnus Johansson; 2019: Sam Whitson
Schwedisch
1976: Östen Warnerbring Ännu kan en sjöman längta hem mit eigenem Text, 1977 aufgegriffen von Lars Löndall und von Thor-Erics; 1981: Gunnar Bunker Jag är buteful mit Text von Hans Sidén; 2002: Alf Robertson Sjömannens längtan mit neuem Text von Östen Warnerbring
Deutsch
1978: Duo Toka Du warst mein schönster Traum mit dem Text von Michael Kunze, den dieser bereits für Whittaker selbst geschrieben hatte. Ebenso später Heinz Klier und Artist Volker
Niederländisch
1990: Jo Vally Voorgoed vaarwel mit Text von Andy Free; 1998 Bart Kaell Ik heb je lief mit Text von Johan Verminnen; 2004 Benny Neyman Trök nao blouwdörrep mit eigenem Text
Instrumental
1976: Ady Zehnpfennig, Ferrante & Teicher; 1981: Orchester Anthony Ventura (Hammond-Orgel); 1984: Ronnie Aldrich, His Piano and Orchestra (Klavier); 1995: Stefan Nicolaï (Panflöte); 1997: The Spacemen; 2003: Laif Møller Lauridsen (Gitarre); 2018: Petruța Küpper (Panflöte)